# Капитулярии
Капитулярии, капитуляры (от лат. capitula — глава) — законы и распоряжения (указы) франкских королей из династий Меровингов и Каролингов. 
Термин Капитулярий произошёл от разделения на главы (capitula), заимствованного y церковных соборов. В других источниках указано что Капитулярий (Capitulum, capitulare, от лат. caput, глава, следовательно, капитулярий — постановление, изложенное в отдельных главах, статьях, как обычная форма законодательных и административных актов и их содержание было чрезвычайно разнообразно и распоряжения издавались франкскими королями при участии духовных и светских князей.

## История
Акты законодательные и административные каролингских королей назывались Капитулярии, а при меровингских королях эти акты обыкновенно носили название decretum, edictum, praeceptio и тому подобное.
Капитулярии составлялись на латинском языке, разделялись на небольшие главы и параграфы. Составление капитуляриев прекратилось в конце IX века.
Текст капитулярия оглашался королём на собрании высших должностных лиц. Капитулярий сочетал в себе черты публичного, то есть государственного, и частного, то есть вотчинного, права. Он содержал разнообразную информацию о хозяйстве, политических институтах, социальном строе, об управлении завоёванными землями (например, «Капитулярий о поместьях» Карла Великого или «Кьерсийский капитулярий» Карла II Лысого).
Ни одного оригинала капитулярия не сохранилось, имеются лишь сборники копий.

## Виды и типы
Капитулярии по содержанию делились на:
- церковные (ecclesiastica);
- светские (мирские — mundana):
  - законы о добавлениях (legibus addenda) — дополнения к племенным правдам, к определённой или ко всем действующим. Поскольку y франкских племен считалось необходимым утверждение племенных законов народом, и этого типа капитулярии должны были получить это утверждение либо в собрании племени, либо в общих собраниях всего франкского народа, весенних и осенних[5], при чём на осенних они вырабатывались, a на следующих весенних получали общенародную санкцию;
  - написав (per se scribenda) — указы короля, которые со времен Людовика Благочестивого вырабатывались сообща с главными баронами;
  - missorum, инструкции государевым посланцам;
- смешанные (сборные — mixta)[1].

## Хронология капитуляриев
Перечислены самые важные.
- При Карле Великом (768—814):
  - 785 год: Capitulaire De partibus Saxoniae
  - 789 год: Admonitio generalis
  - около 800 года: Капитулярий о поместьях
  - Аахенский капитулярий[6]

- При Людовике Благочестивом (814—840) :
  - 817 год: Ordinatio Imperii

- При Карле Лысом (843—877) :
  - 843 год: Capitulaire de Coulaines
  - 847 год: Capitulaire de Meerssen
  - 877 год: Кьерзийский капитулярий[7]